# Tiberioides austeni
Tiberioides austeni es una especie de coleóptero de la familia Passalidae.

## Distribución geográfica
Habita en Assam en la (India) y Bután.